# بيليمباي
بيليمباي (بالروسية: Билимбай) هي مدينة في مقاطعة سفيردلوفسك أوبلاست في روسيا.
يبلغ عدد سكانها حوالي 5827 نسمة.